# Szent Mihály és Gábriel arkangyalok fatemplom (Borostelek)
A borostelki Szent Mihály és Gábriel arkangyalok fatemplom műemlékké nyilvánított épület Romániában, Bihar megyében. A romániai műemlékek jegyzékében a  BH-II-m-B-01119 sorszámon szerepel.